# Peña del Castillo
La peña del Castillo es una protuberancia rocosa ubicada en Peñas de San Pedro (Albacete, España).
Se trata de un sinclinal formado por capas sucesivas del Mioceno Medio y Superior sobre estratos del Cretácico Superior.
En su cima, ocupada desde la Edad de Bronce hasta el siglo XIX, se sitúa el castillo de Peñas de San Pedro. La elevación es visible desde la capital albaceteña.
Tiene una altitud de 1107 m s. n. m. en su punto más elevado. La meseta superior, de planta ovalada, tiene 105,50 m de largo, 449,72 m de ancho y 3,58 ha de extensión.